# Disco de Nipkow

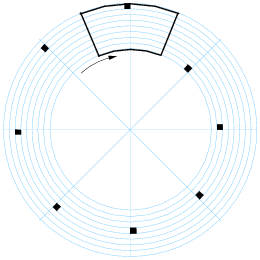
Disco de Nipkow.

El disco de Nipkow es un dispositivo mecánico que permite analizar una escena de manera ordenada. Fue Paul Gottlieb Nipkow quien lo inventó y construyó en 1884.

## Historia
El disco de Nipkow supuso un paso adelante en el desarrollo de dispositivos de captación y reproducción de imágenes, un paso más en una serie de descubrimientos e invenciones que hicieron posible el desarrollo de la televisión.
Anteriormente, a principios de la década de 1870, un operador de telégrafo llamado Joseph May, utilizando el llamado selenio metálico en una estación de cable irlandesa, se percató de que ciertas variaciones inesperadas en las lecturas de sus instrumentos eran debidas al efecto de la luz en el selenio. May descubrió que la luz cambiaba la resistencia eléctrica del material y, lo que es más importante aún, que parecía claro que la variación de la resistencia era proporcional a la intensidad de luz. De esta manera se podría crear una corriente eléctrica a partir de la misma luz.
Una década después, en el año 1884, el inventor alemán Paul Nipkow patentó el disco que lleva su nombre: un disco que serviría de mecanismo para proyectar la luz reflejada por un objeto sobre una serie de células de selenio que enviarían los impulsos eléctricos correspondientes a través de un cable.
Algunos años más tarde, en 1923, el inglés John Logie Baird desarrolló y perfeccionó el sistema (televisión electromecánica) aunque, a pesar de todo, ciertos inconvenientes harían que no se consiguiese imponer a la televisión electrónica.

## Descripción
El disco de Nipkow es un disco plano y circular con una serie de pequeñas perforaciones dispuestas en forma de espiral desde el centro hacia el exterior. Haciendo girar el disco cada perforación describe una circunferencia de radio diferente, la cual es equivalente a una "línea de exploración" de imagen en una televisión moderna: cuantas más perforaciones tuviese, mayor número de líneas (y resolución) contendría la imagen final.

## Funcionamiento
La escena es proyectada sobre el disco mediante una lente. Cuando se hace girar el disco, se hacen pasar sucesivamente las perforaciones por la proyección de manera que, podemos ver en alta definición
En la parte del sistema dedicada a la reproducción encontraremos otro disco de Nipkow sincronizado con el primero y haciendo la función inversa, es decir, permitiendo pasar la señal de luz transmitida para reconstruir la imagen por filas, tal como la habíamos obtenido.

## Inconvenientes
En primer lugar debemos tener en cuenta que los sistemas ópticos disponibles en la época no eran suficientemente eficientes. En segundo lugar, nos encontramos con que el dispositivo estaba condicionado por una serie de elementos mecánicos que limitaban la posibilidad de conseguir las velocidades de giro necesarias para que la escena pudiese ser recuperada como una imagen compuesta. Por otro lado, la geometría del disco limitaba el número de líneas, así como el diámetro condicionaba el tamaño de las imágenes a captar. Además, el hecho de que se utilice un disco provoca, como ya hemos visto por su funcionamiento, que las líneas no sean rectas, sino que tengan una curvatura que será mayor a medida que disminuya el diámetro del disco. Por último, debido a la naturaleza del propio principio de funcionamiento de estos sistemas, si se quiere aumentar en ellos el número de líneas para mejorar la calidad de las imágenes, se hace necesario reducir el tamaño de los orificios en el disco giratorio. Pero al hacer esto, el problema mayor reside en que, si se reduce ese diámetro a la mitad, como ejemplo, para duplicar la cantidad de líneas, la superficie del mismo disminuye a la cuarta parte, lo que implica que ingrese cuatro veces menos cantidad de luz a través de dicho orificio, hacia la celda fotoeléctrica ubicada detrás. El ejemplo planteado explica la gran dificultad para elevar la resolución y nitidez de las imágenes, porque el sistema se va volviendo más ineficiente en la captación lumínica. Ni la óptica, ni la amplificación electrónica de la época, estaban en condiciones de compensar esta pérdida de luz. Es por ello que se imponía la necesidad de iluminar mucho la escena y los objetos a ser televisados.

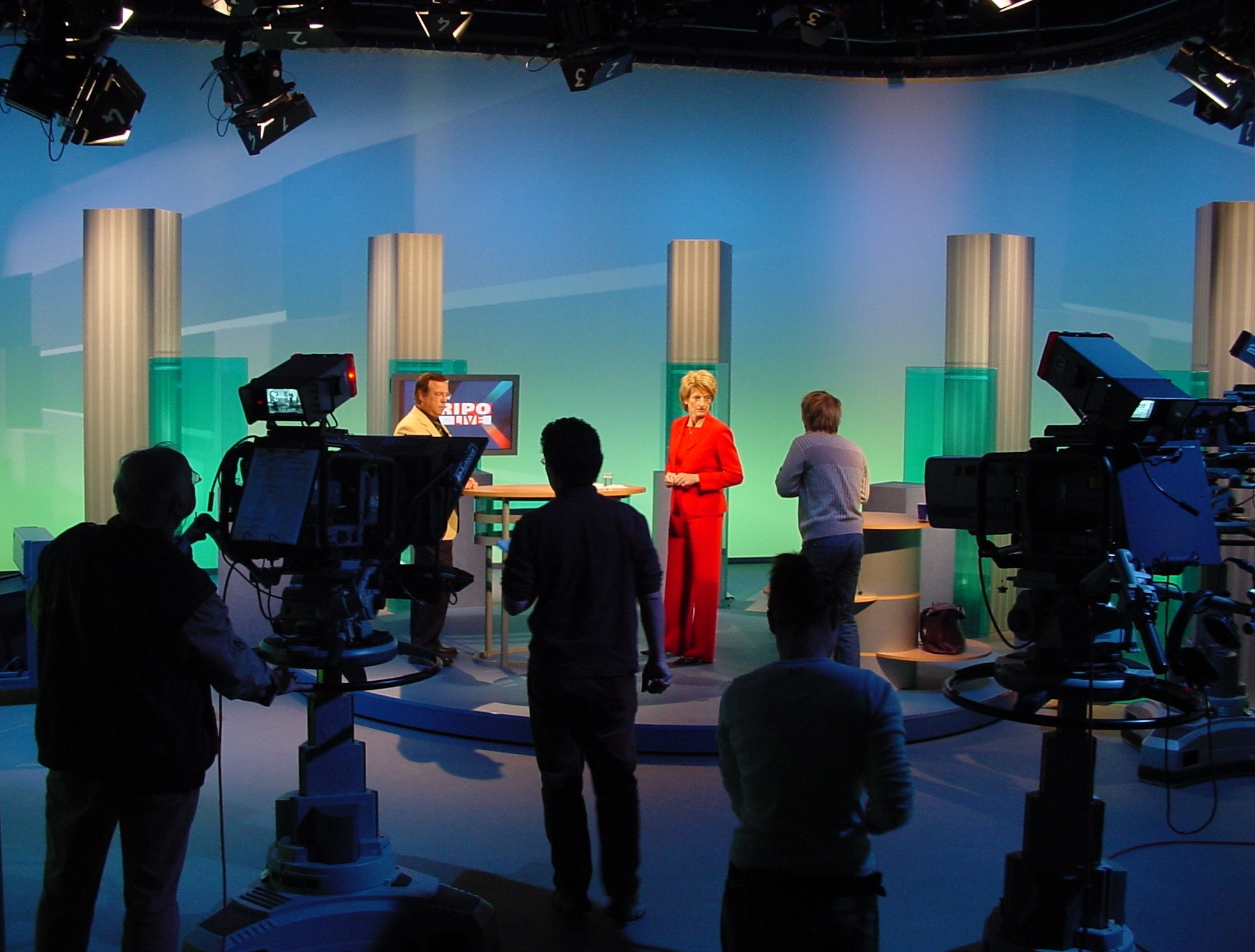
Plató de televisión actualmente.

A pesar de los inconvenientes que acabamos de comentar, el invento de Nipkow supuso un gran paso en el camino hacia la televisión tal como la conocemos. Por primera vez se hacía posible hacer un escaneado de una imagen con el objetivo de transmitirla posteriormente por un cable hacia la terminal de reproducción.